# Beklemishevia galeodula
Beklemishevia galeodula är en kvalsterart som beskrevs av Aleksey A. Zachvatkin 1945. Beklemishevia galeodula ingår i släktet Beklemishevia och familjen Ctenacaridae. Inga underarter finns listade.